# Wijzigingsteken

Vaste wijzigingstekens (blauw) staan in de voortekening, tussen de sleutels en de aanduiding van de maatsoort. Toevallige wijzigingstekens (rood) staan direct voor noten. Dit voorbeeld komt uit de openingsmaten van de derde symfonie van Camille Saint-Saëns.

Een wijzigingsteken, verplaatsingsteken of voorteken is een teken dat in de muzieknotatie aangeeft dat de toon die door een muzieknoot wordt aangegeven, verhoogd of verlaagd wordt. De meest gangbare wijzigingstekens zijn het kruis (  ), de mol (  ) en het herstellingsteken (  ). Het kruis geeft een verhoging met een halve toon aan; de mol een verlaging met een halve toon. Het herstellingsteken maakt alle verlagingen en verhogingen ongedaan. Een verlaging met twee halve tonen toon is ook mogelijk. Dit wordt aangegeven door een dubbelmol (  ). Ook kan een toon met twee halve tonen verhoogd worden. Dit wordt aangegeven door een dubbelkruis (  ). 
Als een wijzigingsteken direct voor een noot staat wordt het een toevallig wijzigingsteken genoemd. Een toevallig wijzigingsteken geldt voor die noot en eventuele volgende noten van dezelfde hoogte, maar niet voor noten die een of meer octaven in hoogte verschillen met de noot. Een toevallig wijzigingsteken blijft gelden tot het einde van de maat. Alleen als de noot een overbinding heeft met een noot in de volgende maat blijft het toevallige wijzigingstekens gelden zolang de overbonden noot aanhoudt. Als een of meer wijzigingstekens vooraan de notenbalk staan wordt dit een voortekening genoemd. De wijzigingstekens in de voortekening gelden voor alle octaven en voor het hele stuk of totdat de voortekening verandert. 
Er zijn ook wijzigingstekens voor kwart- en driekwarttonen.

## Lijst van wijzigingstekens
| Naam              | Symbool | Wijziging van grondtoon                                     | Naamgeving, voorbeeld |
| ----------------- | ------- | ----------------------------------------------------------- | --------------------- |
| Dubbelmol         |         | 2 chromatische halve tonen lager                            | geses                 |
| Anderhalve mol    | of      | 1,5 chromatische halve toon lager                           | geseh                 |
| Mol               |         | 1 chromatische halve toon lager                             | ges                   |
| Halve mol         |         | 0,5 chromatische halve toon lager                           | geh                   |
| Herstellingsteken |         | Maakt de verhoging of de verlaging van de stamtoon ongedaan | g                     |
| Halve kruis       |         | 0,5 chromatische halve toon hoger                           | gih                   |
| Kruis             |         | 1 chromatische halve toon hoger                             | gis                   |
| Anderhalve kruis  |         | 1,5 chromatische halve toon hoger                           | gisih                 |
| Dubbelkruis       |         | 2 chromatische halve tonen hoger                            | gisis                 |